# Historia de Crimea

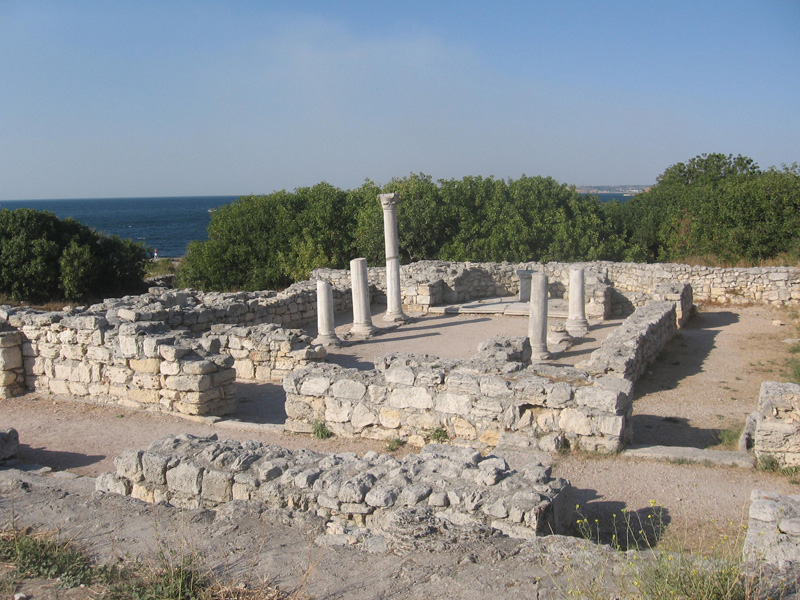
Ruinas de Quersoneso, en Sebastopol

La historia registrada de la península de Crimea, históricamente conocida como la «península táurica» (en griego: Χερσόνησος Ταυρική), comienza alrededor del siglo V a. C. cuando se establecieron varias colonias griegas a lo largo de su costa. La costa sur permaneció griega en la cultura durante casi dos mil años como parte del Imperio romano (47 a. C.-330), y sus estados sucesores, el Imperio bizantino (330-1204), el Imperio de Trebisonda (1204-1461), y el independiente Principado de Teodoro (finalizó el 1475). En el siglo XIII, algunas ciudades portuarias fueron controladas por los venecianos y por los genoveses. El interior de Crimea era mucho menos estable, soportando una larga serie de conquistas e invasiones; a principios del período medieval había sido colonizado por escitas (escito-cimerios), tauros, griegos, romanos, godos, hunos, búlgaros, kipchakos y jázaros. En la época medieval, fue adquirida en parte por el Rus de Kiev, pero cayó ante las invasiones mongolas como parte de la Horda de Oro. Fueron seguidos por el Janato de Crimea y el Imperio Otomano, que conquistó las áreas costeras también, en los siglos XV al XVIII.
La historia moderna de Crimea comienza con la derrota del Imperio otomano por Catalina la Grande en 1783 y la entrega de Crimea por el Imperio otomano a Rusia como parte de la disposición del Tratado. Después de dos siglos de conflicto, la flota rusa había destruido la armada otomana y el ejército ruso había infligido fuertes derrotas a las fuerzas terrestres otomanas. El siguiente Tratado de Küçük Kaynarca obligó a la Sublime Puerta a reconocer a los tártaros de Crimea como políticamente independientes. La anexión de Catalina la Grande de Crimea en 1783 del Imperio Otomano derrotado al Imperio ruso aumentó el poder de Rusia en el área del mar Negro. Crimea fue el primer territorio musulmán que escapó de la soberanía del sultán. Las fronteras del Imperio otomano se reducirían gradualmente durante otros dos siglos, y Rusia procedería a empujar su frontera hacia el oeste hasta el Dniéster.
Entre 1853 y 1856 tuvo lugar la Guerra de Crimea entre el imperio ruso y una coalición francobritánica con participación del Reino de Cerdeña. Aunque Rusia perdió escasos territorios como consecuencia de la guerra, sí menguó intensamente su influencia en Europa. La derrota desacreditó al ejército y evidenció las debilidades y atraso del país respecto a las potencias occidentales europeas.
En 1921 se creó la República Autónoma Socialista Soviética de Crimea. Esta república se disolvió en 1945, y Crimea se convirtió en un óblast primero de la República Socialista Soviética de Rusia (1945-1954) y luego en la República Socialista Soviética de Ucrania (1954-1991). Desde 1991, el territorio fue cubierto por la República Autónoma de Crimea y la ciudad de Sebastopol dentro de Ucrania independiente. Sin embargo, durante la crisis de Crimea de 2014, las fuerzas prorrusas tomaron la península y se llevó a cabo un referéndum sobre si volver a Rusia. Poco después de que se anunciara el resultado a favor de unirse a Rusia, Crimea fue anexada por la Federación de Rusia como dos sujetos federales: la República de Crimea y la ciudad federal de Sebastopol.

## Prehistoria
La evidencia arqueológica de asentamiento humano en Crimea se remonta al Paleolítico Medio. Los restos de Neanderthal hallados en la cueva de Kiyik-Koba datan de alrededor de 80 000 años a. C. Las ocupaciones tardías de Neanderthal también se han encontrado en Starosele (aproximadamente 46 000 a. C.) y Burán Kaya III (aproximadamente 30 000 a. C.).
Los arqueólogos han encontrado algunos de los primeros restos humanos anatómicamente modernos en Europa en las cuevas de Burán-Kaya en las montañas de Crimea (al este de Simferópol). Los fósiles tienen aproximadamente 32 000 años de antigüedad, con los artefactos vinculados a la cultura Gravetiense. Durante el Último Máximo Glacial, junto con la costa norte del mar Negro en general, Crimea fue un refugio importante desde el cual la Europa centro-norte se repobló después del final de la Edad de Hielo. La llanura de Europa del Este durante este tiempo estuvo generalmente ocupada por ambientes periglaciales de bajas estepas, aunque el clima fue ligeramente más cálido durante varios breves interestadiales y comenzó a calentarse significativamente después del comienzo del máximo glacial tardío. La densidad de ocupación de sitios humanos era relativamente alta en la región de Crimea y aumentó tan pronto como 16 000 años antes del presente.
Los defensores de la hipótesis del diluvio del mar Negro creen que Crimea no se convirtió en una península hasta hace relativamente poco tiempo, con el aumento del nivel del mar Negro en el sexto milenio antes de Cristo.
El comienzo del Neolítico en Crimea no está asociado con la agricultura, sino con el comienzo de la producción de cerámica, los cambios en las tecnologías de fabricación de herramientas y la domesticación local de los cerdos. La evidencia más temprana de trigo domesticado en la península de Crimea es del sitio Ardych-Burún de la Edad de Cobre, que data de mediados del cuarto milenio antes de Cristo.
En el tercer milenio antes de Cristo, Crimea había sido alcanzada por la cultura yamna o «cultura del sepulcro», que se supone corresponde a una fase tardía de la cultura protoindoeuropea en la hipótesis de Kurgán.

## Antigüedad

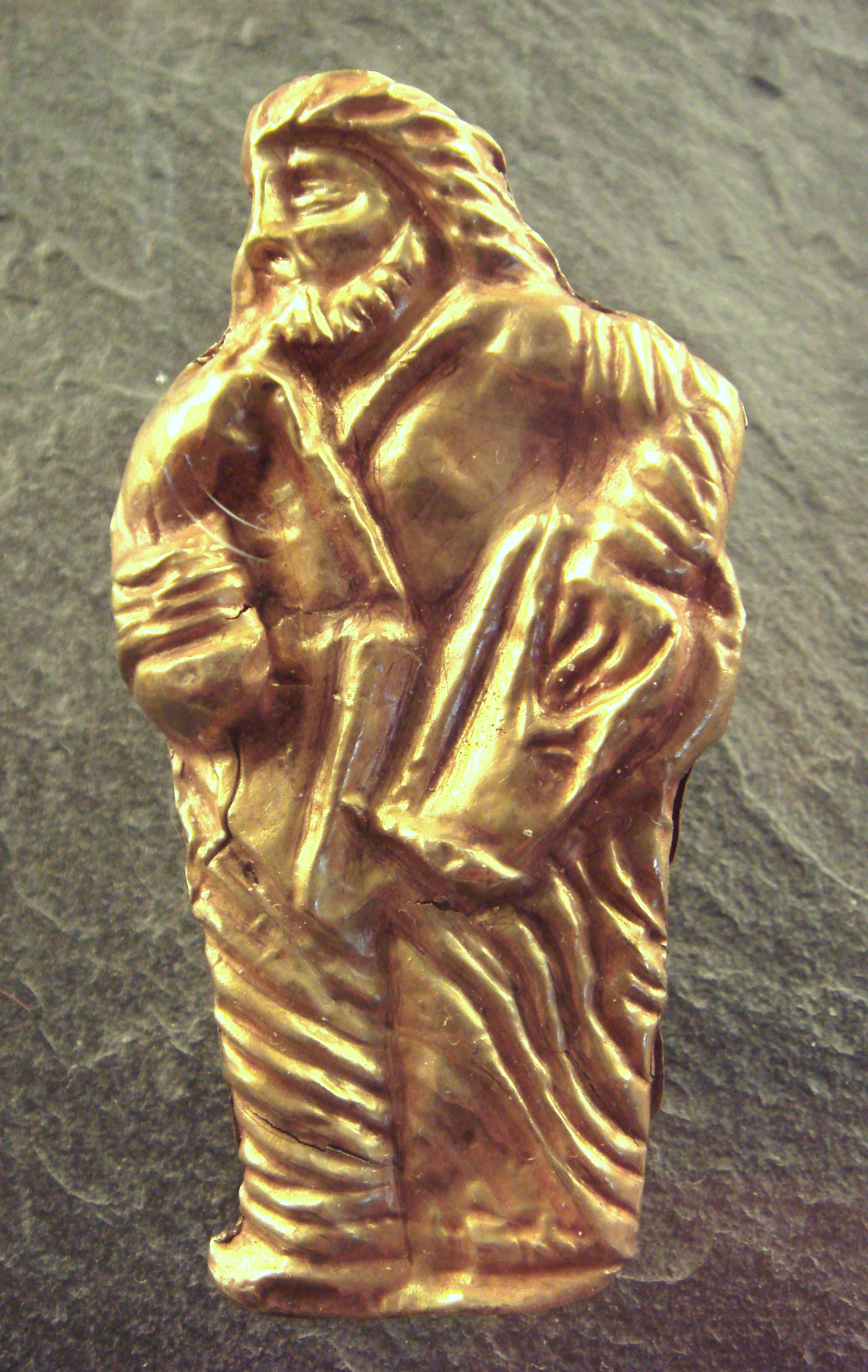
Figura en un tesoro escita del este de Crimea, a. C.

Colonias griegas en la región del norte del Mar Negro

A principios de la Edad de Hierro, Crimea fue colonizada por dos grupos: los Tauros (o Scythotauri), en el sur de Crimea; y, los Escitas, al oriente y al norte de los montes de Crimea.
Los orígenes de los tauros, de los cuales proviene el nombre clásico de Crimea, como Taurica, no están claros. Posiblemente son un remanente de los cimerios, desplazados por los escitas. Teorías alternativas los relacionan con los pueblos abjasios y adigués, que en ese momento residían mucho más al oeste que actualmente.
Colonias griegas a lo largo de la costa norte del Mar Negro desde el siglo VII a. C. En el siglo VI fundaron la ciudad de Quersoneso. Los griegos consideraban a los tauros como un pueblo salvaje y guerrero. Incluso después de siglos de asentamientos griegos y romanos, los tauros no fueron pacificados y continuaron participando en la piratería en el Mar Negro. En el siglo II a. C., se habían convertido en súbditos del rey escita Escíloro.

Reino del Bósforo

En 438 a. C., el Arconte (gobernante) de Panticapaeum asumió el título de Rey del Bósforo, estado que mantuvo estrechas relaciones con Atenas, abasteciendo a la ciudad con trigo, miel y otras mercancías. El último de esa dinastía de reyes, Paerisades V, presionado por los escitas, se puso bajo la protección de Mitrídates VI, rey de Ponto, en 114 a. C. Después de la muerte de este soberano, su hijo, Farnaces II, fue investido por Pompeyo como Rey del Bósforo cimmerio, en 63 a. C., como recompensa por la ayuda prestada a los romanos en la guerra contra su padre. En el año 15 a. C., fue nuevamente restaurado el reino del Ponto, pero como un estado tributario de Roma.
El centro político de los escitas era la ciudad de Neápolis escita, en las afueras de la actual Simferopol. La ciudad gobernó un pequeño reino que cubre las tierras entre el bajo río Dnieper y el norte de Crimea. Durante los siglos III y II a. C., Neápolis escita era una ciudad "con una población mixta escita-griega, fuertes murallas defensivas y grandes edificios públicos construidos siguiendo las órdenes de la arquitectura griega". La ciudad fue finalmente destruida a mediados del siglo III por los godos.
Durante los siglos I, II y III, Crimea romana fue sede de legiones y colonos en Charax, colonia fundada por Vespasiano, con la intención de proteger de los escitas a Qersoneso y otros emporios de comercio del Bósforo. Crimea fue sucesivamente invadida por los godos en 250, los hunos en 376 y luego por los búlgaros.

## Edad Media
La región estuvo dominada por el Imperio bizantino, hasta comienzos del siglo VIII cuando ocurrió una nueva invasión búlgara y luego un período de dominio jázaro. La autoridad bizantina fue restablecida por el emperador Teófilos (829–842), quien estableció como organización territorial el Thema de Querson y mostró interés por el litoral norte del Mar Negro, especialmente para sus relaciones con el jázaros. Los historiadores tradicionalmente datan el establecimiento de Querson como thema en ca. 833, pero trabajos recientes lo han vinculado a la misión bizantina para construir la nueva capital jázara en Sarkel en 839, identificando a Petronas Kamateros, el arquitecto de Sarkel, como el primer gobernador del thema (strategos) en 840/1. La nueva provincia fue al principio llamada ta Klimata, "los distritos/regiones", pero debido a la prominencia de la capital Quersoneso, para 860, era mencionada incluso en documentos oficiales como el "Thema de Querson".
La provincia jugó entonces un papel importante en las relaciones bizantinas con los jázaros y, tras el final de estos como potencia, con sus sucesores pechenegos y los Rus. Fue una base de la diplomacia bizantina más que militar, dado que contaba apenas con una milicia local para autodefensa. Su debilidad está subrayada por los tratados bizantinos con la Rus de Kiev de 945 y la 971, de manera que se estableció una garantía de que el Rus defendería el asentamiento bizantino en contra de los búlgaros del Volga. A mediados del siglo X, el área oriental de Crimea fue conquistada por el príncipe Sviatoslav I de Kiev y se convirtió en parte de la Rus de Kiev, dependiente de Tmutarakáñ.
Quersoneso prosperó durante los siglos IX y X como centro comercial de Mar Negro, a pesar de la destrucción de la ciudad por Vladimir de Kiev en 989. La ciudad se recuperó deprisa: las fortificaciones fueron restauradas y extendidas al puerto a principios del siglo XI. Al mismo tiempo, posiblemente después de la derrota de Georgius Tzul en 1016, el thema fue extendido a Crimea oriental, como evidencia el título de Leo Aliates como "strategos de Quersoneso y Sougdaia" en 1059. La región fue invadida otra vez al final del siglo XI tardío por los cumanos. Casi nada se sabe de Quersoneso en el siglo XII, aparentando ser un periodo bastante tranquilo. Querson y su provincia quedaron bajo control bizantino hasta la disolución del imperio por la Cuarta Cruzada en 1204, cuándo pasaron a la soberanía del sucesor imperio de Trebizondo, siendo llamado Perateia.
El Rus perdió el control de Crimea a principios del siglo XIII debido a las invasiones mongolas. En el verano de 1238, Batú Kan devastó Crimea, llegando a Kiev en 1240. El interior de Crimea estuvo bajo el control de la Horda de Oro turco-mongola de 1239 a 1441. El nombre de Crimea (del turco Qirim) se originó en el nombre de la capital provincial de la Horda de Oro, la ciudad ahora conocida como Staryi Krym. También en el siglo XIII, la República de Génova se apoderó de los asentamientos de sus rivales venecianos a lo largo de la costa de Crimea y obtuvieron así el control de la economía y del comercio del Mar Negro durante dos siglos. Los bizantinos y sus estados sucesores, el Imperio de Trebisonda y el Principado de Teodoro, continuaron manteniendo el dominio sobre algunos lugares del sur de Crimea, hasta la conquista otomana en 1475.

## El Kanato de Crimea y el Imperio Otomano
Después de la destrucción del ejército de la Horda de Oro por Timur, en 1399, los tártaros de Crimea fundaron en 1441 el Kanato de Crimea independiente, bajo Hacı I Giray, un descendiente de Genghis Khan. Hacı I y sus sucesores reinaron primero en Çufut Qale y desde el comienzo del siglo XV, en Bajchisarái.

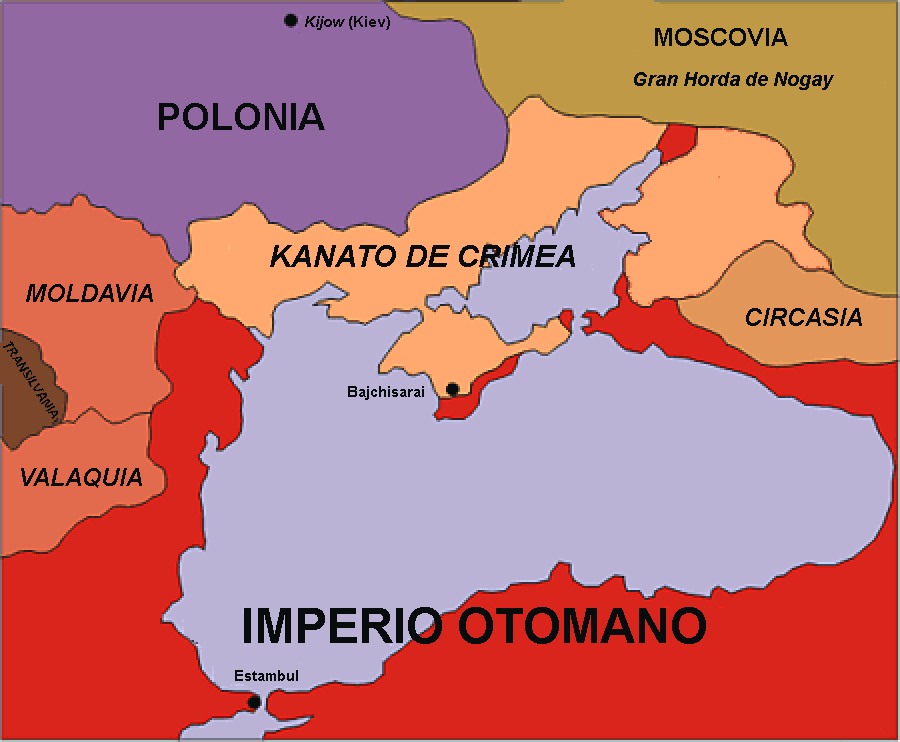
El Kanato de Crimea dentro del Imperio Otomano, en 1600

Los tártaros de Crimea controlaban las estepas que se extendían desde el Kubán hasta el río Dniéster, sin embargo, no tomaron el control de las ciudades comerciales genovesas. El Imperio otomano invadió las ciudades genovesas con tropas comandadas por Gedik Ahmed Pasha, que en 1475 pusieron a Feodosia y las demás ciudades comerciales bajo su control. Después de la captura de las ciudades genovesas, el sultanato otomano mantuvo cautivo a Meñli I Giray, quien fue liberado a cambio de aceptar el dominio otomano sobre los khanes de Crimea, que pasaron a ser príncipes tributarios del Imperio Otomano, con una autonomía determinada.
Los tártaros de Crimea hicieron incursiones en tierras ucranianas y rusas, en las que capturaron esclavos para la venta. Por ejemplo, de 1450 a 1586, se registraron ochenta y seis incursiones tártaros, y de 1600 a 1647, setenta. En la década de 1570, cerca de 20,000 esclavos por año salían a la venta en Kaffa.
Entre 1553 y 1554, el hetman Dmytró Vyshnevetski organizó tropas de cosacos y construyó un fuerte diseñado para obstruir las incursiones tártaras. Fundó el Sich de Zaporozhia, desde donde lanzó una serie de ataques contra la península de Crimea y los turcos otomanos.
Los esclavos y los libertos formaron aproximadamente el 75% de la población de Crimea. En 1769, una última gran incursión tártara, que tuvo lugar durante la guerra ruso-turca, supuso la captura de 20,000 esclavos.
En 1774, el kanato de Crimea fue declarado formalmente independiente, pero bajo la influencia rusa, por el Tratado de Küçük Kaynarca. En 1778, el gobierno ruso deportó a numerosos residentes ortodoxos griegos de Crimea a las cercanías de Mariúpol. En 1783, el Imperio ruso anexó toda Crimea.

## Imperio Ruso
El Óblast de Táurida fue creado por un decreto de Catalina la Grande, el 2 de febrero de 1784. La capital del óblast fue primero Karasubazar, pero se trasladó a Simferopol en 1784. Por un decreto de Pablo I, el 12 de diciembre de 1796, el óblast fue abolido y el territorio, dividido en 2 uyezds (Akmechetsky y Perekopsky), ambos parte de la Gobernación de Nueva Rusia. En 1802, como consecuencia de la reforma administrativa de Pablo I, esta gobernación fue abolida y subdividida. Crimea fue integrada en la nueva Gubernia de Táurida, que incluía la península y territorios de las áreras adyacentes del continente, con capital Simferopol.
Los tártaros continuaron viviendo en Crimea, pero había un gran número de rusos, así como pobladores griegos, ucranianos, alemanes, judíos (incluidos crimchakos y caraitas), búlgaros, bielorrusos, turcos, armenios y gitanos.
Los tártaros eran la porción predominante de la población en la zona montañosa y aproximadamente la mitad de la población esteparia. Los rusos se concentraron principalmente en el distrito de Teodosia. Colonos alemanes y búlgaros se asentaron en Crimea a comienzos del siglo XIX, recibiendo una gran asignación y tierras fértiles y más tarde los colonos ricos comenzaron a comprar tierras.
Entre 1853 y 1856 ocurrió la Guerra de Crimea, un conflicto que se libró entre el Imperio ruso y una alianza conformada por el Imperio francés, el Imperio británico, el Imperio otomano, el Reino de Cerdeña y el Ducado de Nassau. Fue expresión de la competencia entre las principales potencias europeas por influencia sobre los territorios del Imperio Otomano en declive. Rusia y el Imperio Otomano entraron en guerra en octubre de 1853, «por los derechos de Rusia de proteger a los cristianos ortodoxos». Para detener las conquistas de Rusia, Francia y Gran Bretaña le declararon la guerra en marzo de 1854. Mientras que parte de la guerra se libró en otros lugares, los principales enfrentamientos fueron en Crimea.
Tras las acciones en los Principados del Danubio y en el Mar Negro, las tropas aliadas desembarcaron en Crimea en septiembre de 1854 y sitiaron la ciudad de Sebastopol, hogar de la Flota del Mar Negro del zar. Después de luchar extensamente a través de Crimea, la ciudad cayó el 9 de septiembre de 1855. El 22 de octubre siguiente, los rusos tomaron de los turcos la ciudad de Kars en el Cáucaso, cuya conquista les podía permitir penetrar en Anatolia. En esta condición es fue negociado el Tratado de París (1856). Rusia devolvió Kars y el delta delta del Danubio a los turcos; se ceclaró la desmilitarización del mar Negro; fue restablecida la gestión crtistiana de los Lugares Santos en Palestina; y las tropas de los aliados se retiraron de Sebastopol el 12 de julio de 1856, después de volar sus muelles y fortificaciones.
La guerra devastó gran parte de la infraestructura económica y social de Crimea. Miles de tártaros de Crimea, acusados de colaborar con los aliados, tuvieron que huir. Finalmente, el gobierno ruso decidió detener el proceso de desplazamientos, ya que la agricultura comenzó a sufrir debido a las tierras de cultivo desatendidas.

## Guerra Civil Rusa

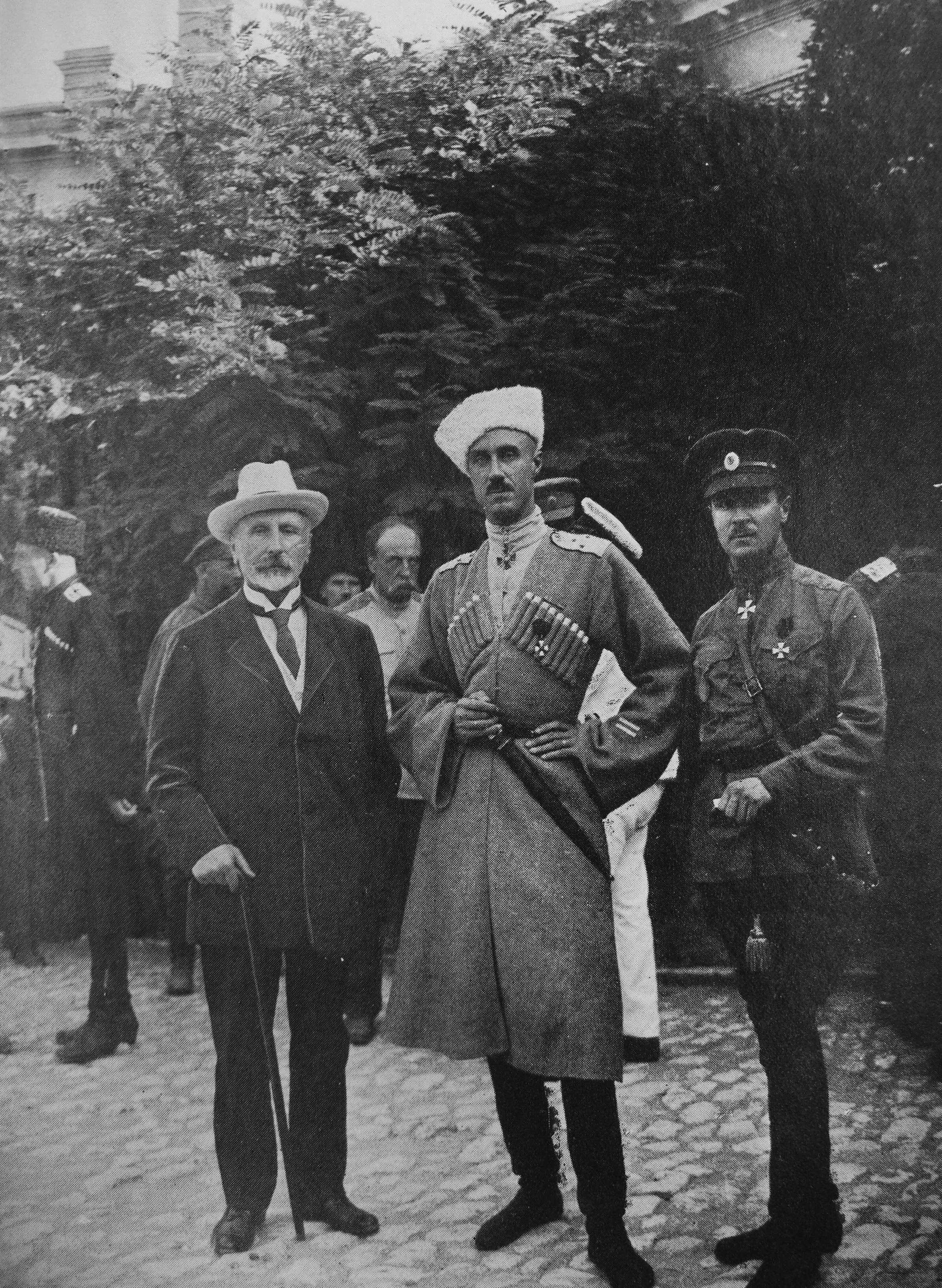
En el centro, el general blanco Pyotr Wrangel, en Crimea, 1920

Después de la Revolución rusa de 1917, la situación militar y política en Crimea fue caótica, como la de gran parte de Rusia. Durante la subsiguiente Guerra civil rusa, el territorio de Crimea cambió de manos numerosas veces.
Los nacionalistas tártaros organizados en el partido Milliy Firqa proclamaron la República Popular de Crimea, el 14 de octubre de 1917, bajo el control del Kurultai, Consejo Nacional de los Tártaros. El 16 de diciembre los bolcheviques tomaron Sebastopol y el 14 de enero de 1918 tomaron la capital de Simferópol, arrestaron al gobierno, se hicieron con el control del territorio e instauraron la República Soviética Socialista de Táurida, el 19 de marzo. Las fuerzas zaristas del Ejército Blanco ocupaban importantes posiciones y dominaron parte de Crimea y en abril desarrollaron una ofensiva conjuntamente con el Imperio alemán y la República Popular Ucraniana. Las tropas ucranianas se adelantaron y tomaron Simferopol el 24 de abril. El 26 de abril las tropas alemanas cercaron Simferopol y dieron un ultimátum a los ucranianos, cuyo gobierno ordenó la retirada de Crimea al día siguiente. Los alemanes entgraro en la ciudad el 1 de mayo.
El 25 de junio los ocupantes alemanes conformaron el Gobierno Regional de Crimea, formalmente independiente, pero bajo protectorado de Alemania. Tras ser derrotadas en la I Guerra Mundial las tropas alemanas se retiraron de Crimea el 25 de noviembre de 1918 y fueron sustituidas por tropas inglesas y aliadas, que instauraron un nuevo Gobierno Regional con políticos liberales antibolcheviques, llamado Gobierno de la Frontera de Crimea, que comenzó a desmoronarse a principios de 1919 debido a las tensiones con el Ejército del Movimiento Blanco ruso bajo Antón Denikin, que sospechaba la lealtad de sus principales figuras.
Tras retirada de los Aliados, el 2 de abril de 1919, el Ejército Rojo soviético ocupó Simferopol y el segundo gobierno regional de Crimea se disolvió. La República Socialista Soviética de Crimea se estableció entonces, hasta que el territorio fue retomado por las tropas blancas en junio de 1919. Los Blancos, dirigidos por Antón Denikin y más tarde por Pyotr Wrangel mantuvieron en su poder a Crimea hasta noviembre de 1920, cuando fue recuperada por el Ejército Rojo. El 18 de octubre de 1921 fue proclamada la República Autónoma Socialista Soviética de Crimea, como parte de la República Socialista Federativa Soviética de Rusia.

## Unión Soviética

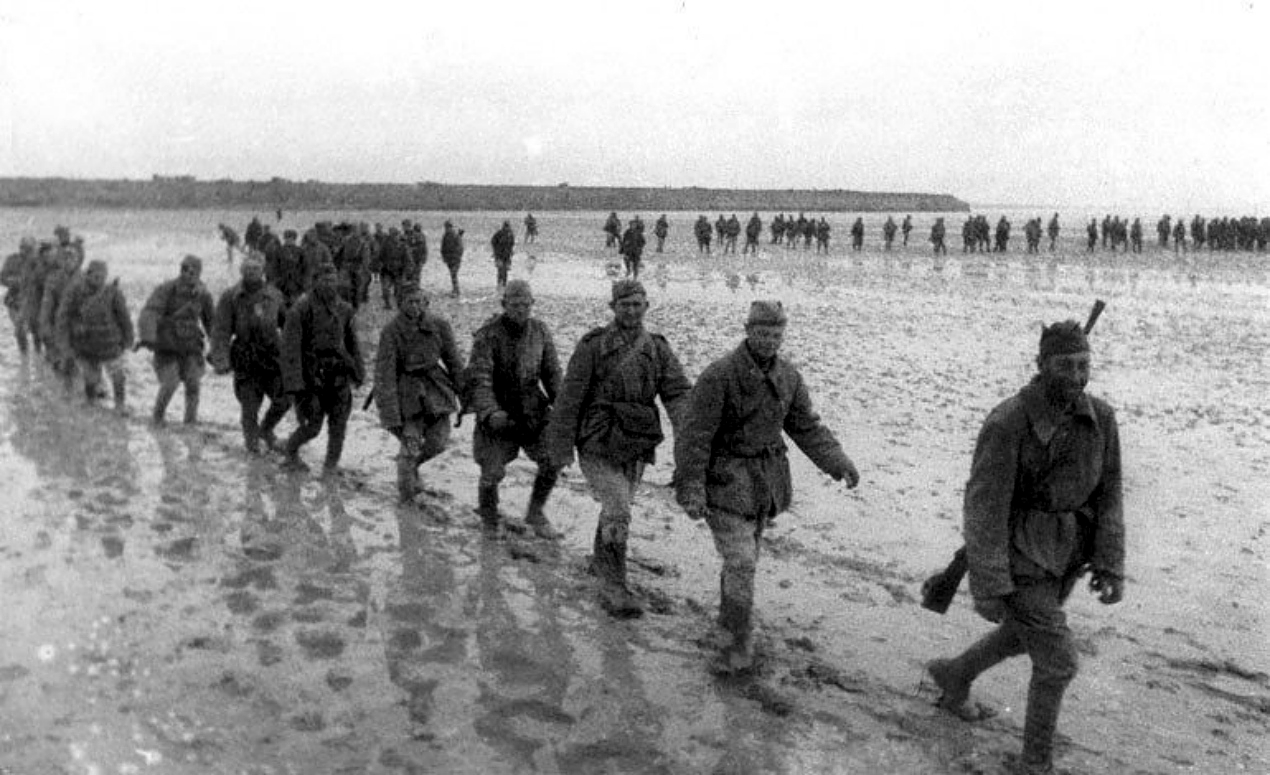
El Ejército Rojo cruza el Mar de Syvach, en noviembre de 1943.

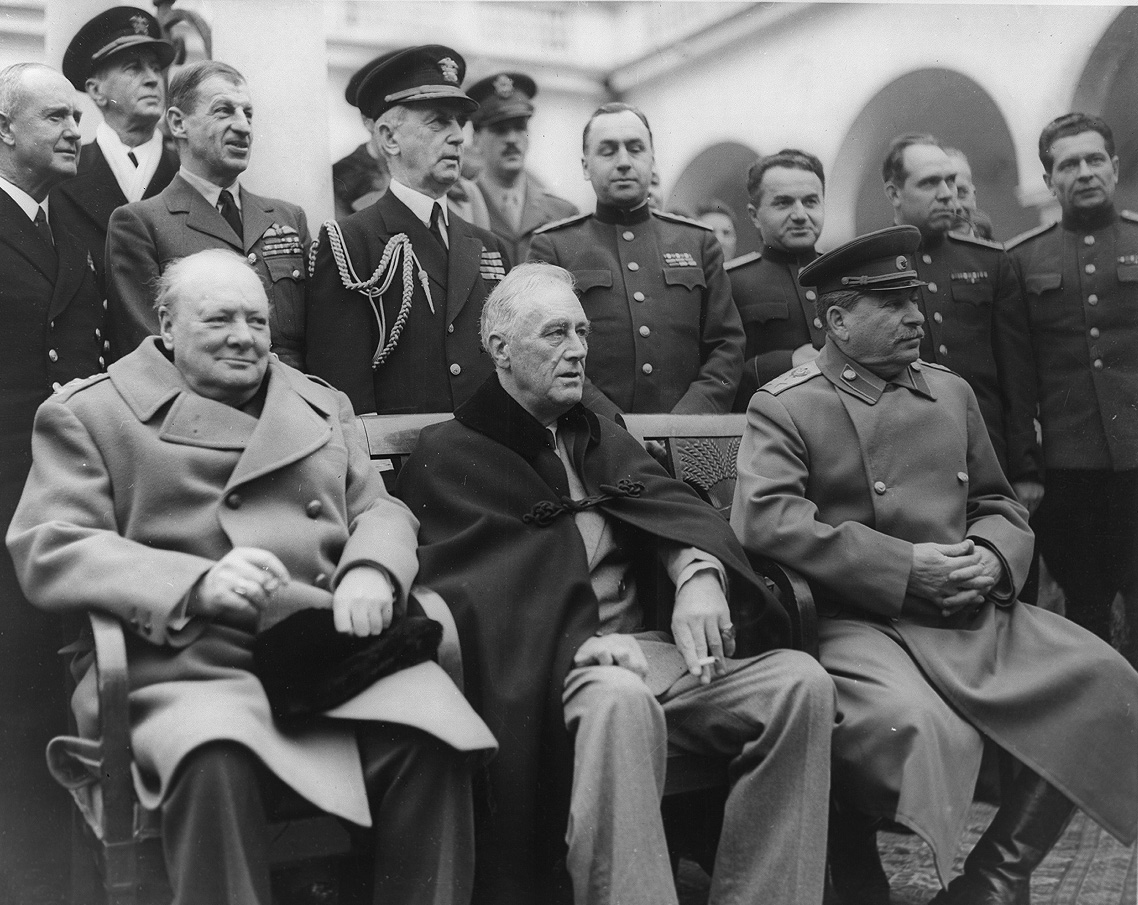
Conferencia de Yalta, en febrero de 1945.

El 10 de noviembre se aprobó la constitución de la república autónoma. Los idiomas oficiales eran el tártaro de Crimea y el ruso. En 1930 la república estaba conformada por 20 raiones, 11 de las cuales eran considerados territorios de nacionalidades: 6 de los tártaros de Crimea; 2 de los alemanes; 2 de los judíos y 1 de los ucranianos. Había además un número importante de griegos y armenios. Se desarrolaron la agricultura y la industria y se construyeron hoteles turísticos.
Entre 1942 y 1944, el territorio de Crimea fue ocupado por las tropas de la Alemania nazi y Rumania, que exterminaron sistemáticamente la población judía. Administrativamente, Crimea fue incorporada al Reichskommissariat Ukraine como Teilbezirk Taurien. A la práctica, sin embargo, el traspaso de Crimea de la administración militar a la civil nunca se hizo efectivo y el Teilbezirk Taurien se limitó únicamente al norte continental de la península. El proyecto de Adolf Hitler para Crimea pasaba por la depuración étnica del territorio como paso previo a la creación de un distrito, dependiente directamente del Reich, bautizado como Gottenland (en español, Tierra de los godos), cambiando también el nombre de las grandes ciudades como Simferópol a Gotenburg y Sebastopol a Theodorichhafen, en honor al antiguo rey godo Teodorico el Grande.
Cuando Crimea fue recuperada por la Unión Soviética, la población tártara musulmanes fue víctima de la represión estalinista, bajo de la acusación de colaboracionismo con la ocupación nazi. En mayo de 1944 la NKVD deportó cerca de 200.000 tártaros de Crimea a Asia Central, en un proceso conocido como Sürgün. La represión también supuso la abolición de la autonomía, el 30 de junio de 1945, la república autónoma fue convertida en el óblast de Crimea, dentro de la RSFS de Rusia. Tres años más tarde la ciudad de Sevastopol, base de la Flota del Mar Negro, recibió el estatus de centro administrativo y económico independiente del óblast de Crimea.
Del 4 al 11 de febrero, poco antes de terminar la II Guerra Mundial, se llevó a a cabo en Crimea la Conferencia de Yalta, que reunió a Iósif Stalin, Winston Churchill y Franklin D. Roosevelt, como jefes de gobierno de la URSS, del Reino Unido y de Estados Unidos, respectivamente..
En los años de la posguerra, Crimea prosperó como un destino turístico, con nuevas atracciones y sanatorios para los turistas. Los turistas vinieron de todas partes de la Unión Soviética y países vecinos, particularmente de la República Democrática Alemana. Con el tiempo, la península también se convirtió en un importante destino turístico para cruceros que se originaban en Grecia y Turquía. La infraestructura y la fabricación de Crimea también se desarrollaron, en particular alrededor de los puertos marítimos de Kerch y Sebastopol y en la capital del óblast, Simferopol.

#### Transferencia de Crimea
La transferencia de Crimea se refiere al cambio administrativo interno en la Unión Soviética mediante el cual el óblast de Crimea fue transferida de la RSFS de Rusia a la vecina RSS de Ucrania en 1954. La medida fue implementada a petición de la parte rusa, que no tenía acceso terrestre a la península, siendo Crimea abastecida de electricidad, agua, carreteras y vías férreas desde Ucrania, lo cual favorecía la gestión, administración y contabilidad de la península por esta última. El Primer Secretario del PCUS, Nikita Jruschov, fue uno de los artífices de dicha transferencia, apoyado así mismo por el Presidente del Consejo de Ministros de la URSS Gueorgui Malenkov. El Soviet Supremo de la URSS ratificó la transferencia de Crimea a la RSS de Ucrania el 19 de febrero de 1954, la cual fue confirmada por una ley específica del 26 de abril.
El traspaso administrativo se consumó el 17 de junio de 1954, cuando el Soviet Supremo de la RSS de Ucrania aceptó la incorporación del territorio. Pese a ello, la población rusa continuó siendo la etnia mayoritaria de la óblast de Crimea: 858 000 rusos frente a 268 000 ucranianos, según el censo de 1959.

#### Entre la transferencia y la disolución de la Unión Soviética
El Canal del Norte de Crimea es un canal de mejora de tierras para el riego y el riego del Óblast de Jersón en el sur de Ucrania, y la península de Crimea. El canal también tiene múltiples ramas a lo largo del óblast de Jersón y la península de Crimea. La preparación de la construcción comenzó en 1957 poco después de la transferencia de Crimea en 1954. Las obras principales del proyecto se llevaron a cabo entre 1961 y 1971 y tuvieron tres etapas. La construcción fue realizada por los miembros de Komsomol (juventudes comunistas) enviados por el boleto de viaje Komsomol, como parte de los proyectos de construcción de choque y representaron a unos 10.000 trabajadores "voluntarios".
La población de rusos y ucranianos se duplicó, con más de 1,6 millones de rusos y 626.000 ucranianos viviendo en la península en 1989.
El 8 de septiembre de 1990 el Consejo de los Diputados del Pueblo de la Óblast de Crimea solicitó la derogación del decreto de 1945 que abolía la autonomía de la región. El 13 de noviembre el mismo Consejo convocó un referéndum para el 20 de enero de 1991, sobre la restitución de la República Autónoma Socialista Soviética de Crimea. En el plebiscito votaron 1'343.855 crimeos, ganando el «Sí» con un 93,26%.11 Tras este resultado, el 12 de febrero la Rada Suprema de Ucrania aprobó la restitución de la República Autónoma Socialista Soviética de Crimea, dentro de la RSS de Ucrania.12 El 22 de marzo de 1991 el Consejo de los Diputados del Pueblo de Crimea se convirtió en Consejo Supremo de Crimea (Parlamento de Crimea).

## Autonomía en Ucrania
El 24 de agosto de 1991, tres días después del fallido golpe de Estado contra Mijaíl Gorbachov, el parlamento ucraniano aprobó la Declaración de Independencia. Apenas una semana más tarde, el Parlamento de Simferópol declaró la soberanía de Crimea como parte constituyente de Ucrania.11 El acta de independencia ucraniana fue refrendada en un referéndum, celebrado el 1 de diciembre, con un 90,32% de votos a favor en el conjunto del país, mientras Crimea fue la región que dio menos apoyo a la independencia: únicamente el 54,19% de votos al «Sí», con una abstención del 40%.
En la sesión del 26 de febrero de 1992 el Consejo Supremo de Crimea acordó el cambio de nombre de la RASS de Crimea a «República de Crimea» y adoptó un himno nacional, compuesto por Alemdar Karamánov.111516 En abril de 1992 la Rada Suprema de Ucrania aprobó una nueva legislación sobre las competencias de Crimea, que los soberanistas consideraron un ataque a la autonomía.13 Paralelamente, el RDK, que había iniciado una campaña de recogida de firmas para solicitar un referéndum de independencia, presentó 248 000 apoyos, muy por encima de los 180 000 necesarios según la ley de consultas de Crimea.17 En este contexto, el 5 de mayo el Consejo Supremo de Crimea, por 118 votos a favor y 28 en contra, proclamó la República de Crimea como un Estado soberano. Para refrendar el acta de independencia, se convocó un referéndum para el 2 de agosto con la pregunta: ¿Está usted a favor de una República de Crimea independiente, en alianza con otros Estados?.17 En la misma sesión parlamentaria se aprobó también la nueva Constitución de Crimea, aunque un día más tarde el propio Parlamento la modificó, con una sentencia para hacer constar a Crimea como parte constituyente de Ucrania.13 El 13 de mayo el Parlamento ucraniano declaró inconstitucional la proclamación unilateral de independencia, dando un ultimátum para su retirada. Finalmente, el 19 de mayo la cámara crimea dio marcha atrás en su declaración y suspendió sin fecha el referéndum.13 Paralelamente, el 21 de mayo el Sóviet Supremo de Rusia aprobó un decreto declarando nulo y sin efectos la resolución del Presidium del Sóviet Supremo de la Unión Soviética de 1954 por la cual la Óblast de Crimea era transferida de la RSFS de Rusia a la RSS de Ucrania, al considerarla una violación de la Constitución rusa.18
El 17 de septiembre de 1993 el Consejo Supremo de Crimea aprobó la institución del cargo de Presidente de la República, convocando elecciones para el 16 de enero del año siguiente, en las cuales resultó elegido Yuri Meshkov. En 17 de marzo de 1995 la Rada Suprema de Ucrania, apelando a la ley fundamental del país y a su integridad territorial, abolió la constitución y otras leyes crimeas, entre ellas, la de institución presidencial.2324 El 28 de junio de 1996 la Rada Suprema de Ucrania aprobó una nueva Constitución, la primera tras la independencia del país, cuyo décimo capítulo se dedicó íntegramente al estatus de Crimea.

## Anexión a Rusia
Durante el Euromaidán, a más tardar el 21 de febrero de 2014, Rusia lanzó una operación militar especial no anunciada para ocupar Crimea con la ayuda de fuerzas especiales de la Dirección Principal de Inteligencia de la Federación Rusa, unidades de las Fuerzas Aerotransportadas y el batallón checheno «Vostok». Tras la destitución del presidente ucraniano Víktor Yanukóvich por la Rada Suprema, el 22 de febrero de 2014, diversos sectores de población rusófona se manifestaron en contra del nuevo gobierno en Kiev y proclamaron sus anhelos de estrechar sus vínculos e inclusive reintegrarse a la Federación de Rusa. El 6 de marzo de 2014, las autoridades de la República Autónoma de Crimea anunciaron la convocatoria a un referéndum para el 16 de marzo siguiente para reintegrarse formalmente a Rusia. Las autoridades de la ciudad autónoma de Sebastopol, en tanto, aprobaron su reintegración ese mismo día.
El día 11 de marzo, Crimea y la ciudad de Sebastopol declararon su independencia de Ucrania, previo restablecimiento de la constitución de 1992, ley fundamental que estableció la República de Crimea como un territorio soberano con una ciudadanía y una policía propias, que delega voluntariamente competencias a Ucrania y tiene derecho a tomar sus propias decisiones y fija sus relaciones con Kiev con base en un tratado mutuo.
El 16 de marzo, se llevó a cabo un referéndum con participación del 89% de los ciudadanos, en el cual el 96,77% de los votantes de la República de Crimea y el 95,6% de los de Sebastopol, se pronunciaron a favor de separase de Ucrania y unirse a Rusia. «El Parlamento de Crimea restablece la Constitución»., proclamando la República de Crimea. El 18 de marzo, los líderes de la República de Crimea, Serguéi Aksiónov y Vladímir Konstantínov, el presidente de Rusia, Vladímir Putin, y el alcalde de Sebastopol, Anatoli Chali, firmaron el tratado de anexión de dos nuevos territorios federales a Rusia.
El 27 de marzo de 2014, la Asamblea General de las Naciones Unidas aprobó la Resolución 68/262, llamada "Integridad territorial de Ucrania", rechazando el referéndum sobre el estatus político de Crimea.